# Volcan Compañía Minera
Volcan Compañía Minera ist ein peruanisches Bergbauunternehmen, das mehrere Blei-/Zinkbergwerke betreibt. 2015 wurden 284.900 t Zink, 59.600 t Blei und 700 t Silber (Nebenprodukt) gefördert.

## Geschichte
Die Volcan Compañía Minera wurde 1943 gegründet und lieferte jahrzehntelang Erz an den Konzentrator Mahr Túnel der Cerro de Pasco Corporation. 1997 ersteigerte die Volcan Compañía Minera die Tagebaue Mahr Túnel, Andaychagua und San Cristóbal von der staatlichen Centromin Peru. Im Jahr 2000 übernahm Volcan die Tagebaue Animón und Vinchos. Später kamen noch die Tagebaue Zoraida und El Pilar dazu.
Mehrheitsaktionär der Volcan Compañía Minera ist seit November 2017 der Schweizer Konzern Glencore, der 55,03 % der Volcan-Aktien hält.
Stand 2019 besitzt das Unternehmen die Bergbaukomplexe Yauli, Mining Unit Chungar. Im November 2019 veräußerte Volcan seine gesamten Bergbau- und Verarbeitungsaktivitäten in Cerro de Pasco an die kanadische Cerro de Pasco Resources (CDPR).
Das Unternehmen betreibt außerdem die Wasserkraftwerke Baños I–V mit einer Gesamtleistung von 43 MW und plant das Kraftwerk Tingo auf 10 MW zu erweitern. In Rucuy wird derzeit (2015) ein 20-MW-Kraftwerk errichtet.
Das Unternehmen besitzt außerdem 40 % des 2024 eröffneten Tiefwasserhafens Chancay.